# Jean Berger (médecin)
 (mai 2014).
Pour les articles homonymes, voir Berger (homonymie) et Jean Berger (homonymie).
Jean Berger,, né le 17 septembre 1930 à Valdoie (territoire de Belfort) et mort le 22 mai 2011 à Paris 7e, est un chercheur français de l'hôpital Necker qui a découvert la maladie de Berger (néphropathie à IGA) en 1966.

## Travaux
Il découvre en 1966 la néphropathie à Ig A qui porte son nom a été découverte en 1966 en utilisant un sérum anti-IgA sur des biopsies rénales de patients. Ses travaux, en collaboration avec Nicole Hinglais, ont été publiés en 1968.